# ドンキーコング バナンザ
『ドンキーコング バナンザ』（英: Donkey Kong Bananza）は、任天堂より2025年7月17日に発売されたNintendo Switch 2専用ゲームソフトである。
『ドンキーコング64』以来26年ぶりとなる3Dアクションゲームのシリーズ完全新作である本作は、ドンキーコングと子供の姿のポリーンの2人が主人公であり、2人の地底探索が主題となっている。

## ゲーム内容
本作の操作体系はパンチが前・上・下の三方向に割り振られていることが特徴である。また、地面や壁には「硬さ」という概念があり、ただ単に殴るだけでは壊せない場合もある。また、壁をこわし続けた結果ステージの外に落下してゲームオーバーになることもあり、その場合は最寄りのチェックポイントから再開される。
その階層が抱えている問題を解決し、敵陣営である「ヴォイドカンパニー」からの刺客を倒す（またはその関係者と直接対決を制する）ことで次の階層へ進めるようになっている。また、本作にはストーリー進行上必要なクエスト以外にも、ドンキーコングの強化に役立つサブクエスト「遺跡チャレンジ」も用意されている。さらにメインシナリオを進めると、ポリーンの歌によってドンキーコングが短時間様々な姿に変身する「バナンザ変身」が解放される。
「おすそわけ」による協力プレイでは、1Pがドンキーコング、2Pがポリーンに割り振られる。うち、後者は声の塊によって攻撃する仕組みが取られている。
なお、本編では通常のモードとは別に、目的地までの案内機能などが追加された「おたすけモード」もある。
また、本編とは別に、Joy-Con2のマウス機能を用いた「DKアーティスト」というモードも収録されている。

## ストーリー
ドンキーコングは「バナモンド」を目指してインゴス島に来る。その後彼は地下100階にある「貯水湖の階層」へ到着する。そこでは住民たちが水不足に悩んでおり、彼は課題解決のために奔走する中で、人間の少女・ポリーンと出会う。地上への帰還を希望していたこともあり、ドンキーとポリーンはともに「どんな願いも叶う」とされるバナルートのある星の中心をめざす。
一方、バナルートを狙っていたヴォイドカンパニー代表のヴォイドコングは、ドンキーコング本人を窮地に陥れたうえで、バナルートを手に入れたと確信する。ところがそれは本物のバナルートではなく、彼らとは別に来ていたキングクルールの腹部だった。ドンキーを助けようとしたポリーンの歌声により偶然封印から解放されたキングクルールは、ヴォイドコングを追放し、本物のバナルートを手中に収める。世界最強の力を手に入れた彼はキング"ロットン"クルールへと変貌し、全世界を自分好みの腐りかけのドロドロバナナに変えるべく、手始めにポリーンの故郷であるニュードンク・シティをドロドロのバナナで満たす。ドンキーコングとポリーンはニュードンク・シティに乗り込み、クルールが用意した特設リングで決闘する。

## 登場キャラクター
担当声優は日本語版でのもの。

### メインキャラクター
ドンキーコング
声 - 武田幸史
今作の主人公。バナナを求めて地下世界を冒険する。温厚で能天気な性格で相変わらずバナナに目がない。現在もキャンディーと付き合っているらしい。
デザインは『ザ・スーパーマリオブラザーズ・ムービー』の時に近く、声優も日本語版と同じ武田が演じているが台詞はほとんどない。
今作では体色やネクタイ、衣装を変えることが可能（ネクタイと衣装によって性能が変わる）。
ポリーン
声 - イブ優里安 / ジェニー・キッド（歌）
今回のヒロインである13歳の少女。ドンキーを「DK」と呼ぶ（ネクタイに書かれたイニシャルから）。
歌うのが好きだが、人前で歌うのが苦手。
故郷で立派な歌手になるのが夢。とある力によってヴォイドコングたちに狙われ、石に閉じ込められたが解放され、以降、バナルートの力で故郷に帰るためにドンキーと行動を共にする。
本作唯一のフルボイスで、日本のイブの他8人の声優が参加し、それぞれの言語に対応している。
ドンキー同様、衣装を変えることが可能で、こちらは衣装によりドンキーの性能を向上させることができる。

### 長老
コング長老
声 - 髙階俊嗣
シマウマ長老
声 - 田久保修平
ダチョウ長老
声 - ならはしみき
ゾウ長老
声 - 岡本嘉子
ヘビ長老
声 - 一条和矢

### ヴォイドカンパニー
ヴォイドコング
声 - 林勇
ヴォイドカンパニーの社長。本作の黒幕で、星の中心を目指している。
グランピーコング
声 - 林大地
ヴォイドカンパニーの社員。ツルハシで兵器を作るのが得意。
ポッピーコング
声 - 生天目仁美
ヴォイドの美人秘書。常に単独行動をしているためその素顔を誰も知らない。

### コングファミリー
ディディーコング
ドンキーの親友兼相棒。今作はドンキーと行動せず、ランビによるレースを経営している。
ディクシーコング
ディディーのガールフレンド。今回は冒険には参加せず、ランビによるレースを経営しており、かつてドンキーを助けたことをポリーンに話していた。
クランキーコング
ドンキーコングの家族。ランビと共にとある人物を探しているらしい。

### クレムリン軍団
ストーリー最終盤に登場する主にワニで構成された軍団。
キングクルール
声 - 最上嗣生
ドンキーコングの宿敵。ドンキーコングシリーズでは『ドンキーコング ジャングルクライマー』以来、18年ぶりに登場した。今作の真のラスボスで、星の中心にあるバナルートを目指す途中で金色の腹だけ露出した状態で封印されていた。
クリッター
クラップトラップ
カブーン
ジンガー
ネッキー
アーミー
最下層「星の中心」に登場する雑魚敵。倒した際の断末魔には『スーパードンキーコング』シリーズで使われたものと同じ効果音が使用されている。

### バナンザ変身
コングバナンザ
必ず最初に変身するバナンザ変身で巨大なゴリラに変身する。カラーは赤色。パンチの威力も上がり、チャージすることで強烈な一撃をお見舞いできる。
シマウマバナンザ
シマウマに変身。カラーは青色。早く走ることができ、崩れる橋や水の上も走ることが可能。ダッシュの勢いで敵にダメージも与える。
ダチョウバナンザ
ダチョウに変身。カラーは桃色。空中を少しだけ飛べるほか、上空からタマゴ爆弾を落として攻撃が可能。
ゾウバナンザ
ゾウに変身。カラーは紫色。鼻で岩やマグマを吸い込み、さらに吸い込んだ物を取り出して敵にぶつけることが可能。
ヘビバナンザ
ヘビに変身。カラーは緑色。下半身がヘビの尻尾になり、尻尾のバネで高くジャンプする。また、へびにらみで相手の動きを止めることも。

## 開発

### 経緯・スタッフィング
本作が誕生したきっかけは、『ドンキーコングジャングルビート』のディレクターだった小泉歓晃が、3Dマリオを制作してきたチームにドンキーコングの3Dゲームの新作の話を持ち掛けたことである。宮本茂が手掛けたアーケードゲーム『ドンキーコング』や、レア社との共同開発であるスーパーファミコン用ソフト『スーパードンキーコング』シリーズはいずれもその当時のゲームに革新をもたらしたことから、本作もそのような革新をもたらすことを目標に据えられた。
『スーパーマリオ オデッセイ』（以下：『オデッセイ』）でディレクターを務めた元倉健太は、本作においてプロデューサーを務めた。
本作のディレクターは二人おり、そのうちのひとりは『スーパーマリオギャラクシー2』以降の3Dマリオ作品にかかわってきた田中航が務めた。もう一人のディレクターはスクウェア・エニックスの子会社Luminous Productionsの元社員である高橋和也が務めた。
また、『スーパーマリオギャラクシー』シリーズでキャラクターデザインなどを担当した渡辺大介がアートディレクターを務めた。さらに、『オデッセイ』の音楽制作全般を取りまとめていた久保直人が本作のサウンドディレクターを務めると同時に、一部楽曲の制作も行った。
開発チームは3Dマリオをはじめとする作品群の開発を通じて3Dアクションゲームのノウハウを蓄積していたものの、ドンキーコングの本質をより深く知る必要があると判断し、シリーズ作品にかかわったことのある宮本と小泉に話を聞きに行った。宮本からはハンドスラップや息を吹く動きなどを重視していたことを聞き出せた。一方、『ドンキーコング ジャングルビート』にもかかわっていた小泉は、マリオとの違いとして腕の大きさを挙げており、開発チームは力強さを重視していると受け取った。そして、彼らはドンキーコングというキャラクターの魅力をしっかり伝えつつも、3Dマリオの開発経験を応用する方針を立て、破壊をコンセプトに据えた。

### システム構築

ボクセルのイメージ図。実際のゲーム画面ではボクセルの部分は表示されない

本作のコンセプトである「破壊」については、「もしすべての地形をこわせたら」というテーマの技術検証が『オデッセイ』発売直後の時点から続けられていた
。この時点では、同作のボスキャラクターである「アッチーニャ神」のプログラムを担当した者が、その巨大な手をクリボーに取り付けて地形を破壊したり、はぎ取って武器にするといった動作を検証しており、その手ごたえの良さから、「破壊」をゲームの要として使えそうだと田中は述懐している。そこからさらにアクションを重ねて次の展開へとつなぐゲームを作るべく、早い段階でボクセルの採用に決まった。ボクセルを採用することにより、地形の見た目や性質を各々のボクセルに設定できるという利点があった。ただし、この時点でボクセルを開発するための環境が普及していなかったため、まずはデータの作り方から検討することとなった。その後、ボクセル用の開発ツールが完成したことで、「マテリアル」と呼ばれる特徴のデータをボクセルを付与して地形を作ってすぐにゲーム画面上で試せるようになり、検証時間が大幅に削減された。
破壊の手ごたえに説得力を持たせるため、ボクセルの導入はシステム内部にとどめ、視覚面においてはそれを意識させない絵作りが心掛けられた。
当初はNintendo Switch用ソフトとして開発されていたものの、ボクセルを取り入れたことで仕様上の限界を迎えてしまったため、2021年ごろにNintendo Switch2へ移行した。
意図しない方法により、ストーリー進行が進んでしまう行為、いわゆる「シーケンスブレイク」について、通常は開発の段階で制限することが多い。しかし、本作は破壊がテーマということもあり、任天堂は「とにかく自由に遊んでほしい」という思いから、この行為を容認している。

#### レベルデザイン
本作のコンセプトが「破壊」に据えられたことにより、必然的に下へ向かうレベルデザインとなった。また、一般的なゲームのレベルデザインにおいては開発者がメインルートを設定しそこから導線を引く形式をとるが、本作の場合はその導線を破壊できるように設計された。これに関連して、プレイヤーが迷子にならないよう注意が払われた。
地下世界のレベルデザインにおいては、まず階層ごとにテーマを設定したうえでボクセルを用いた特徴的なシステムを構築した。加えて、「マテリアル」を前提とした階層の設計も行われた。

### グラフィック
渡辺は新たな階層に着くたびに驚きを感じてほしいという想いから、階層ごとにバリエーションが出るよう、世界全体のバランスを見ながら、階層の特徴をコンセプトアートに落とし込んだと発売前のインタビューの中で明かしている。コンセプトアートの中にはアーケード版『ドンキーコング』のような都会的なものもあり、そのことについて元倉は宮本がアーケード版のイメージとしてニューヨークを想定していたとインタビューの中で話している。また、同作に出てくるピンクの鉄骨と水色の梯子はニューヨークのネオンサインに由来しており、これらの色合いは本作の象徴的なカラリングとしてアート全般に取り入れられた。

### キャラクターデザイン・セッティング
作品によって設定が違っていた分、ドンキーコングというキャラクターに対する印象が人によって異なっていたため、デザインに際しては、ドンキーコングらしさを強調する方針が立てられた。同様の理由から、過去にドンキーコングのイラストを描いていた者たちにもヒアリングが行われ、デザイン上の注意点などが共有された。
3Dアクションゲームにおいてはプレイヤーがキャラクターの後姿を目にすることが多いため、動いた時の後姿にも注意が払われた。ドンキーコングの場合、単に3D化しただけでは単調になってしまうため、毛の量を増やしたり、ズボンをはかせるなどの工夫が施された。これに伴い、2023年公開の映画『ザ・スーパーマリオブラザーズ・ムービー』などの別作品におけるデザインの基準となる、「基本のキャラクターデザイン」が一新された。
破壊で遊びの構築がある程度できたところ、元倉はドンキーコングとバナナの関係以外にもプレイヤーが共感できる要素が欲しいと考え、アーケード版などにも登場したポリーンの登場を考えていた。ポリーンの登場を検討した時点ではシステムへの落とし込みができていなかったものの、バナンザ変身の仕様ができたことで彼女の歌と結び付けられる形でシステムへの落とし込みが成功した。また、彼女を通じて自身の気持ちや世界観をプレイヤーに伝えることができるほか、歌によって封印を解くなどといった多様な遊びの機能の導入にもつながった。さらに、キャラクターの動機づけにおいても、彼女の存在によって敵対組織であるヴォイドカンパニーとの対比がうまくいった。

### サウンド
本作の効果音の制作においては、破壊の快感と手ごたえにこだわった。たとえば岩などの基本マテリアルをこわす音はゲーム内で頻繁に耳にするため、聞いていて疲れない、飽きのこない音作りが心掛けられた。それを実現するため、フォーリーサウンドが導入され、さまざまなバリエーションの効果音が作られた。これに加え、プログラム制御による音の調整もなされた。一方、ストーリー進行にかかわる仕掛けなどの音は面白さや派手さが優先された。
一方、本作は長時間同じ階層にとどまることがありうる分、アップテンポの音楽ばかりではプレイヤーが疲れてしまうため、パーカッションによるグルーヴを出しつつも、それぞれの階層の雰囲気を強調する音楽を作る方針が取られた。久保は過去のドンキーコング作品でも、ジャングルの陽気な雰囲気をベースとしつつも、幻想的な曲や神秘的な曲もあったため、メリハリの利いた曲作りは本作でも引き継がれたとみている。また、過去作品の音楽の一部もアレンジしたうえで採用された。
久保がシリーズ作を忘れてゼロから考えて作曲することに挑戦していた矢先、バナンザ変身の採用が決まり、そのための音楽を用意することとなった。また、デザイナーからもシマウマに変身したドンキーコングのイラストが久保に提出された。久保はこのイラストに驚きつつも、テスト中のプログラム結果を見て、変身中の曲も大幅に雰囲気を変えた方が良いと判断した。久保は曲が始まったらすぐ走りたくなるものにしようと考えているうちに、ラテンやスパニッシュ調の曲がよさそうだという考えに行きついた。そこへ元倉がポリーンを登場させたいと持ち掛けてきたため、先ほどのラテンやスパニッシュ調の曲に歌を入れたところ、開発チームからの評判が良かったため、採用に至った。
すべての言語版におけるドンキーコングの声は、アニメ映画『ザ・スーパーマリオブラザーズ・ムービー』で同キャラクターの吹き替えを担当した武田幸史が務めた。また、日本語版のポリーンはイブ優里安が担当した。一方、英語版のポリーンは女優兼ミュージシャンのジェニー・キッドが担当した。これについて、IGNのトム・フィリップスは『オデッセイ』に登場する同名人物とは担当声優が違うが、年齢が異なるためおかしなことではないとしつつも、本作が『オデッセイ』の前日譚ではないかというファンたちからのうわさを紹介している。

## 発売
本作は2025年4月2日に配信された「Nintendo Direct: Nintendo Switch 2 - 2025.4.2」内で発表された。

## 反響
本作は「ドンキーコング バナンザ Direct 2025.6.18」で情報が開示された段階で注目度が上がり、7月17日の発売日までの4週間Amazon予約数ランキングで1位を独占し続けた。また、「ドンキーコング バナンザ Direct 2025.6.18」で「DKアーティスト」が紹介された際、その内容がかつて64DD向けに発売された『マリオアーティスト ポリゴンスタジオ』を彷彿とさせたことからファンの注目を集めた。
発売後も、日本国外のファンを中心に「DKアーティスト」を楽しむ者も出てきた。

### 評価
本作はレビュー集積サイトMetacriticにおけるメタスコアの平均が「91/100」と高水準の点数を記録した。
ニュースサイト「Game Watch」のアサミリナは『オデッセイ』の開発チームによる作品と聞いただけで高い期待を持てたと述べており、同作のように収集要素の強い作品だとしつつも、シンプルながらも奥が深いボス戦や破壊の快感などを評価している。
ニュースサイト「4Gamer.net」の内藤ハサミは、破壊と聞くと物騒だが、ワイルドながらもコミカルな表現や、色鮮やかなビジュアル、そして面白さが追及されたゲーム性により、素晴らしいアクションゲームに仕上がったと評価している。またNPCが破壊の衝撃に驚くことがあっても、基本的に誰かが不幸になるような展開が見られないため、安心して破壊に専念できると述べている。
ライターのシェループは、「電ファミニコゲーマー」に寄せた記事の中で、本作がもたらす破壊の快感について称賛している。